# 天文館
天文館（てんもんかん）は、鹿児島県鹿児島市にある中心繁華街・歓楽街の総称。一帯は繁華街と歓楽街が隣接し、一大商業、娯楽エリアとなっている。

## 概要

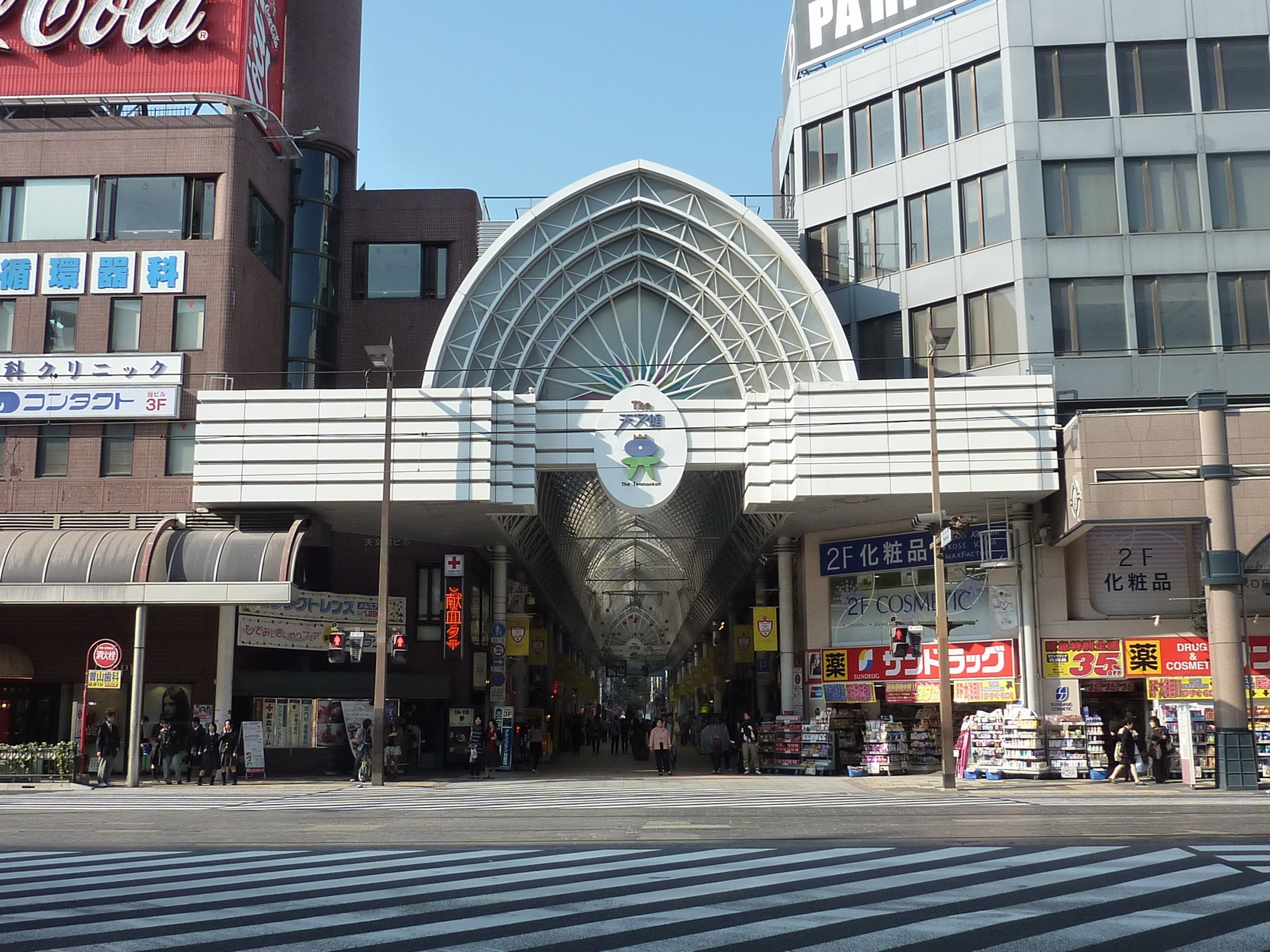
天文館本通りアーケード（天文館交差点から城山方面・2011年11月）

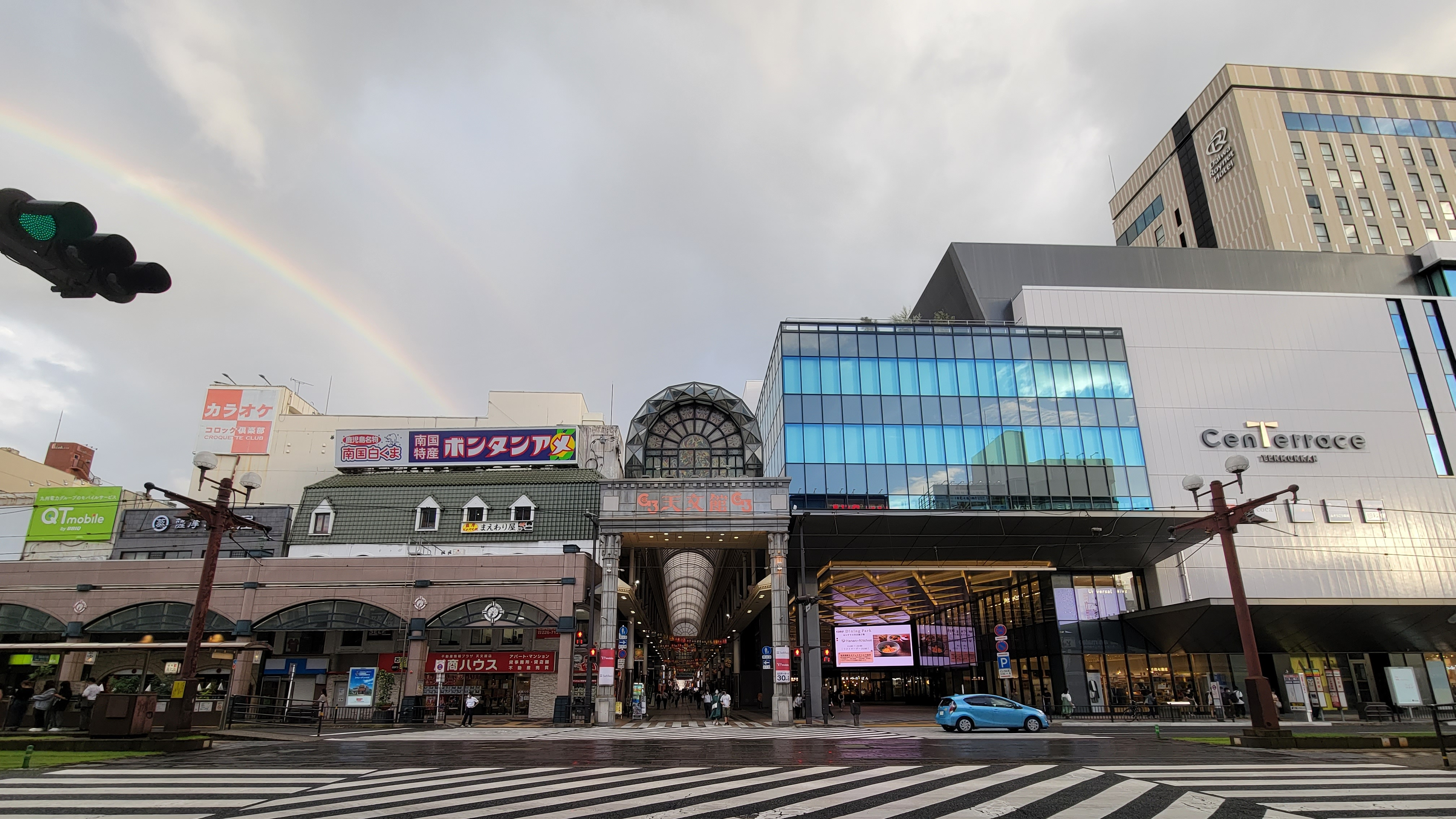
天文館G3アーケード（天文館交差点から鴨池方面・2022年8月）

天文館及びその周辺には、各企業が鹿児島県及び宮崎県（いわゆる南九州地域）を管轄する支社等を設置しており、南九州地域の中心地としての機能も有している。また、南九州の具体的な地理的範囲には触れずに行政（鹿児島市）やマスメディア（テレビ報道）などにおいて「南九州最大の繁華街」と称することがある。アーケード商店街は九州でも有数の規模である。
地元有力百貨店の山形屋や大規模なアーケード商店街を擁する天文館地区は、鹿児島の商業機能の大半が集積する一大エリアであったが、2004年に鹿児島中央駅にアミュプラザ鹿児島が開業し、2007年にイオンモール鹿児島が誕生するなど、2000年代以降は市内の商業を取り巻く環境は大きく変貌した。天文館でも三越鹿児島店が閉店して専門店街のマルヤガーデンズに転換するなど変化が生まれ、かつてのような天文館一極集中の構図ではなくなっている。
天文館の中心部では、天文館本通りアーケード、天文館G3アーケード（千日通り）及び天文館電車通り（いづろ通り）が縦横に貫き、その周辺をアーケードやカラー舗装された通りが網の目状に連なる。これらの通りでは、古くからの個人商店のほか、ブティック、カフェなど洒落た店が立ち並び、またアミューズメント施設や無数の飲食店が軒を連ね、昼夜・年中を問わず多くの人で賑わう。文化通り一帯は歓楽街となっており、夜になると多くのネオンがともる。
天文館では、アーケードが全蓋型、片屋根型、ジョイント型を合わせて約3.5 km（全蓋型1,485 m、片屋根型1,934 m、ジョイント型84 m）にも及び、アーケード抜きには天文館を語ることは出来ない。これは、桜島の降灰対策や、夏の強い日差しを避けるためである。
なお、天文館とは、天文館交差点や天文館通電停を中心とした繁華街・歓楽街エリア全体を指す通称であり、固有地名でないことから、その定義は非常に曖昧かつ漠然としている。したがって、地元住民の間でさえ、天文館の範囲について議論が交わされることがある。

## 歴史

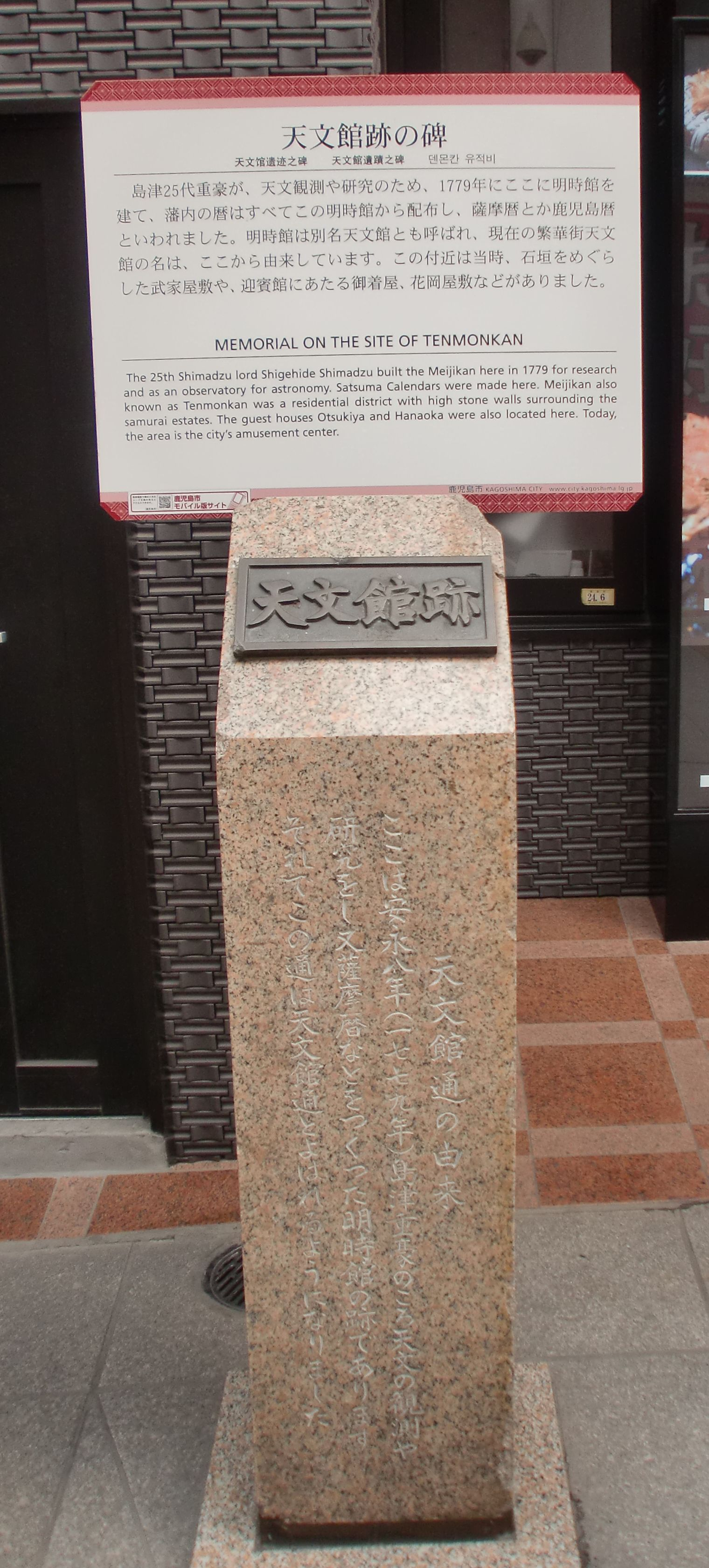
天文館跡碑
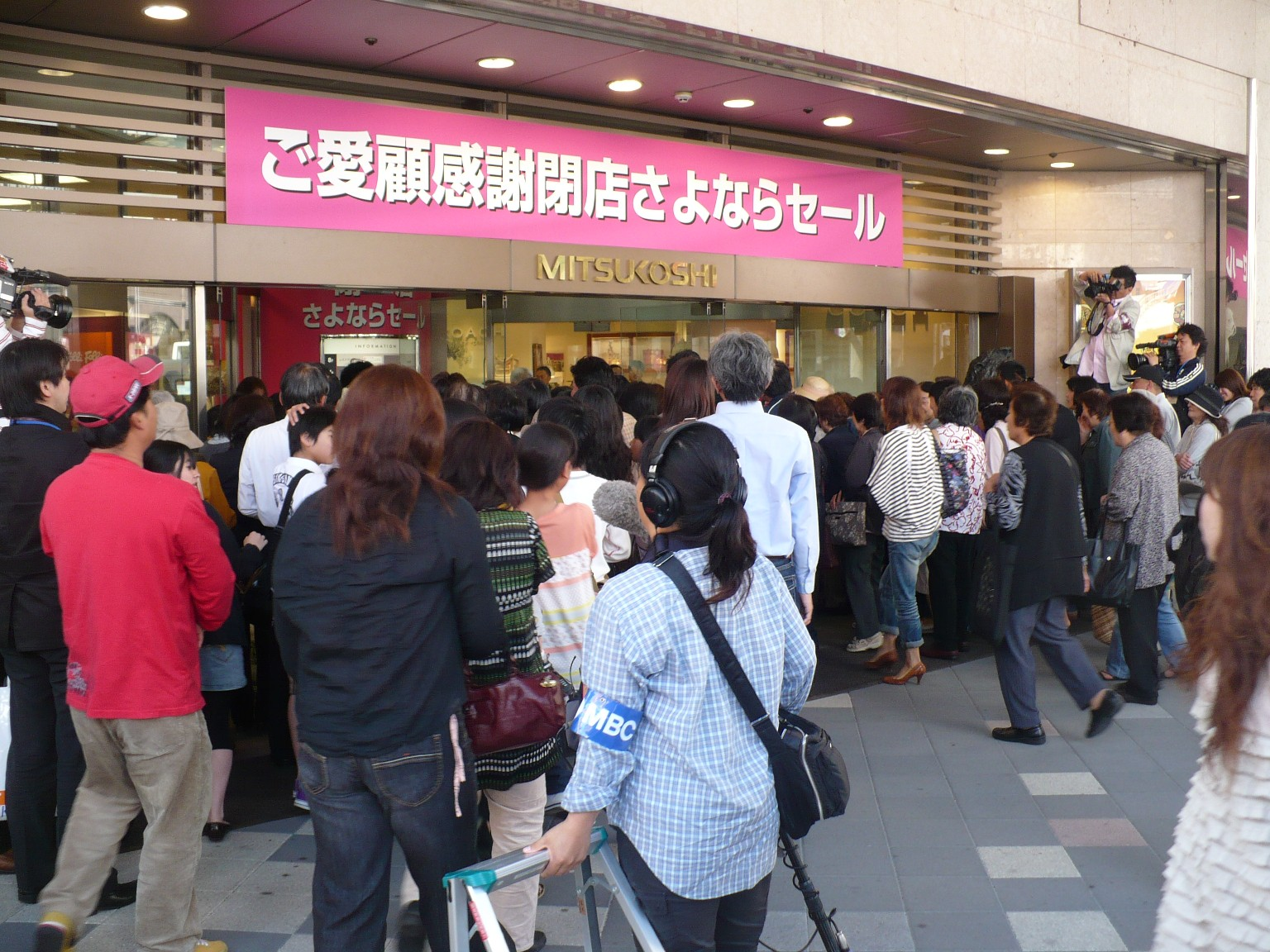
三越鹿児島店の閉店

### 天文館の成立と繁栄
江戸時代、第25代薩摩藩主・島津重豪が天体観測や暦の研究施設として現在の東千石町に明時館（別名「天文館」）を建設したことに由来する。
明治期までは天文館一帯は薄の生える空き地も目立つような寂しい場所であったが、大正時代前期に南林寺墓地が移転し、大正時代後期から昭和初期にかけては路面電車が開通したことから、同時に鹿児島座（1918年火災により焼失）をはじめとした多数の映画館や劇場が開館した。それに伴い鹿児島各地から昼夜の別なく多くの人々が押し寄せるようになり、まもなく周辺に映画客目当てとした飲屋や赤線、食堂などが自然発生的に現れた。千日町や山之口町界隈の歓楽街は、その頃に原型が形成された。
その後、山形屋呉服店が大正時代初頭に神戸以西で初の鉄筋コンクリート造の大型デパートを開業すると、その周辺の商店や町屋が次第にショッピングゾーンに変貌し、戦前には現在の街並みがほぼ完成された。

### 現代の天文館
天文館は、ショッピング・歓楽ゾーンとして地元では絶大なブランド力を持ち続けていたが、近年、九州新幹線の開業などによって鹿児島中央駅周辺や鹿児島市中南部で新興繁華街や大型商業施設が台頭した影響を受け、天文館一帯の空洞化が深刻化してきている。
特に2009年5月の三越鹿児島店の撤退は地元経済界に大きな驚きとショックを与えたが、それから約1年後の2010年4月には後継店舗として複合商業施設「マルヤガーデンズ」が開業したほか、2012年5月には全国初となる、繁華街が運営主体のシネコン「天文館シネマパラダイス」が開業するなど、天文館復活への取り組みも進められている。

#### 空洞化傾向
天文館では、以前は路地裏や地下のような動線の劣悪な場所でも空き店舗はほとんど見られなかったが、近年はアーケード内や電車通りに面した建物の1階でも空き店舗が見られるようになり、空洞化が懸念されている。
2006年10月に天文館からいったん映画の灯りが消え（2010年4月に復活）、銀行・証券会社等の統廃合により店舗ビルが取り壊され青空駐車場となる例も見られた。電車通りに面した一等地に建っていた「いわさきホテル・ザビエル450（旧:かごしま林田ホテル）」や、夜の鹿児島の顔であった千日町の「エンパイヤビル」はいずれも解体され、現在のところ明確な再開発計画はなく更地となっている（当面の間、「ザビエル450」跡地は駐車場として、「エンパイヤ」跡地はイベント広場として活用）。更に、2009年5月には天文館の核店舗の1つであった三越鹿児島店が閉店し、鹿児島市内の百貨店は山形屋本店を残すのみとなった。
天文館の歩行者通行量は、2000年から2010年までの10年間に、天文館本通りアーケードで約26%、天文館G3アーケードで約40%（いずれも週末）の大幅な減少となっており 、南日本新聞の記事でも2002年からの5年間で2割減少したとある。なお、天文館の空き店舗率は2011年で9.9%に上ったが、2012年には6.6%に改善している。

#### 新たな商業地区の出現
天文館では、他の地域と同様、大店立地法（まちづくり3法）による郊外の大規模商業施設やロードサイド店舗の増加による集客力の低下が起きているものと思われる。
鹿児島市は、諸般の理由により以前は県外資本の進出がさほど活発でなかったが、九州新幹線が部分開業した2004年の鹿児島中央駅ビル「アミュプラザ鹿児島」の開業や、鹿児島湾岸エリアにおける都市計画の用途地域指定緩和に伴い、中心部に近接したエリアに大型商業施設が複数開業し、天文館に影響を与えている。とりわけ2007年に鹿児島県内初、県内最大規模のイオンモール鹿児島が開業したことで、天文館、鹿児島中央駅周辺、近郊大型商業施設の間で三つ巴の集客競争が起きている。アミュプラザ開業後、天文館地区の売り上げは額およそ30%減少している。

#### 都市間競争
九州新幹線が2011年3月に全線開業し、鹿児島中央駅と福岡市の博多駅間が約1時間20分で結ばれるようになった。相互交流や観光の面では利点が多いものの、ビジネス・商業の面で福岡市へのストロー現象が起こった場合、さらなる空洞化が懸念されていた。

#### 対策・変化

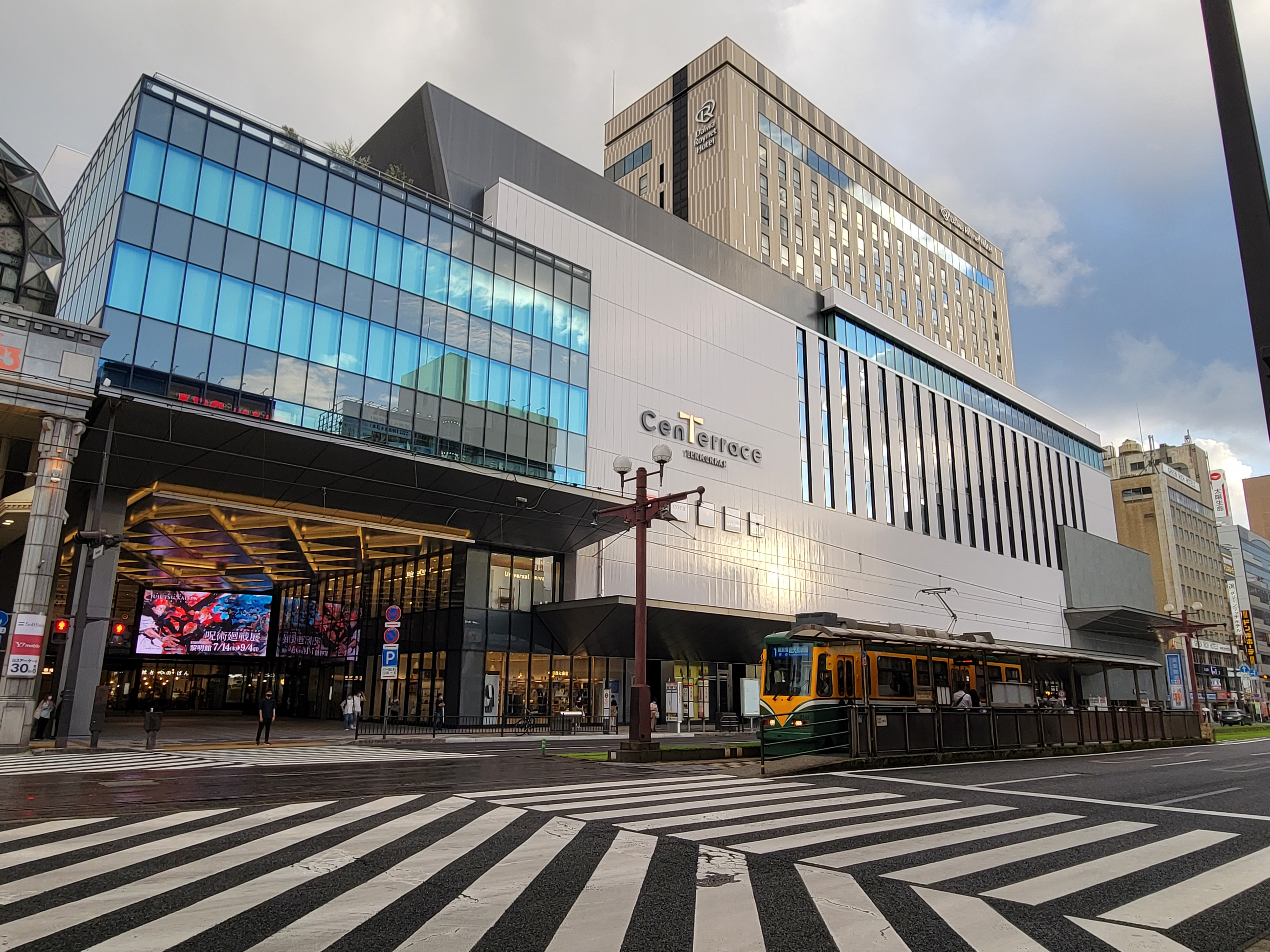
タカプラ跡地に2022年に開業したセンテラス天文館

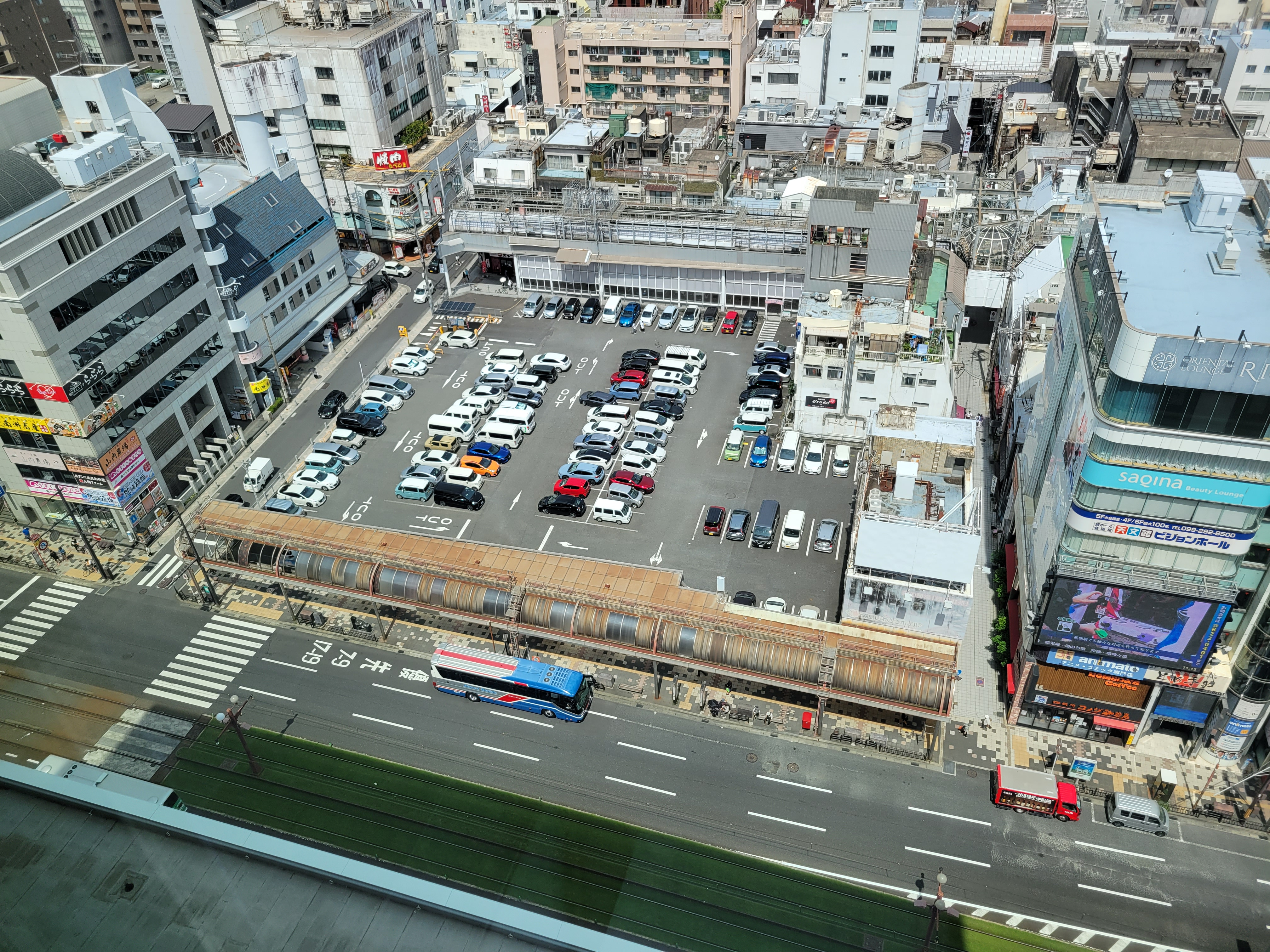
駐車場としての運用が続くいわさきホテル・ザビエル450跡地（2023年撮影）

天文館では、九州新幹線の全線開業を見据えて、各所で再開発事業、貸ビルの建て替え、不動産流動化等が段階的に実施されており、リサイジング・店舗入れ替え・業態転換などが見受けられる。主なものとしては、山形屋の3号館増床の正式発表（その後、無期延期発表）やいづろドーム跡の再開発ビル建設、中央資本による新規ビジネスホテルの建設等があり、業種や業態によって好不況が分かれている。また近年では、中央の不動産会社による投機目的を含めた不動産取引も活発になってきている。
また、天文館の「中央地区商店街振興組合連合会（中振連）」や商店主は、ここ数年、手弁当でイベントを開催するなど地道な努力を行ってきており、2007年には中振連が中心となり、加盟する各商店会や非加盟の商店会（G3アーケードや歓楽街の通り会）、更には天文館の百貨店、大型商業施設を巻き込んだ「We Love 天文館協議会」が立ち上げられている。これは、それまで利害関係や諸般の事情により天文館全体での地域活性化に向けた取り組みが実現することはなかったが、イオンが県内最大の大型商業施設を開業するという危機感の共有が契機となってようやく実現したものである。設立当時の主な活動としては、加盟商店会のアーケードや通り沿い、店舗内や百貨店などに共通のロゴマークが入った幟・垂れ幕・ステッカーを掲示することや、山形屋、三越鹿児島店を巻き込んだ協賛セールの開催などであったが、協議会設置の先頭に立ってきた三越鹿児島店が閉店することで、協議会としては出鼻を挫かれた格好となった。
一方、三越鹿児島店閉店から約1年後の2010年4月28日、跡地にテナント型商業施設「マルヤガーデンズ」が開業した。大手書店のジュンク堂書店鹿児島店（約1,300坪）やミニシアターなど76のテナントを擁し、天文館復活への期待を高めている。また、かつてのライバルであった山形屋もオープン歓迎の垂れ幕を掲げるなど、天文館復活に向けて共に手を取り合う姿勢が明確になってきている。更に、2012年5月3日には、「We Love 天文館協議会」が中心となって建設、運営するシネコン「天文館シネマパラダイス」が開業するなど、天文館復活への取り組みが進められているが、入場者数の伸び悩みなど問題点も露呈しはじめている。
2012年9月21日の報道によれば、電車通り両サイド千日町1番街区と千日町4番街区の一帯と、2008年秋に解体され現在は有料駐車場として利用されている「いわさきホテル・ザビエル450（旧:かごしま林田ホテル）」の跡地の再開発が計画されており、前者は再開発が行われて大規模商業施設「センテラス天文館」が2022年4月9日に開業、後者の「いわさきホテル・ザビエル450」跡地については観光を前面に打ち出した商業施設を2016年春に開業予定だったが、現在も駐車場のままである。

### アーケード
いづろ通り・照国表参道通り・天文館通り・天文館本通り・天文館電車通り・天文館G3アーケード・にぎわい通り・はいから通り・中町コアモール・中町本通り・中町ベルク・ぴらもーる（天神おつきや商店街）・金生通り・納屋通り

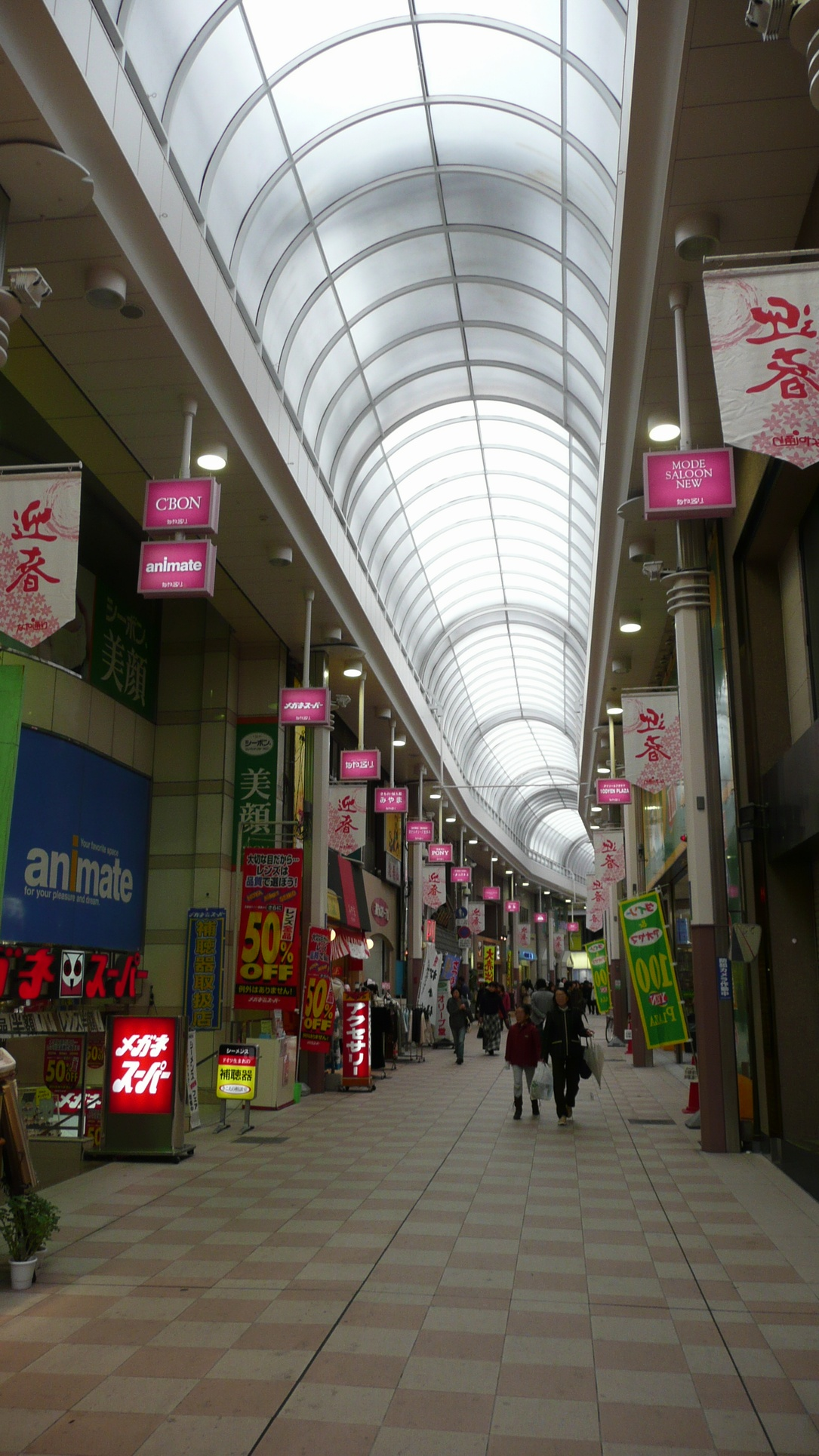
納屋通り（2007年12月）
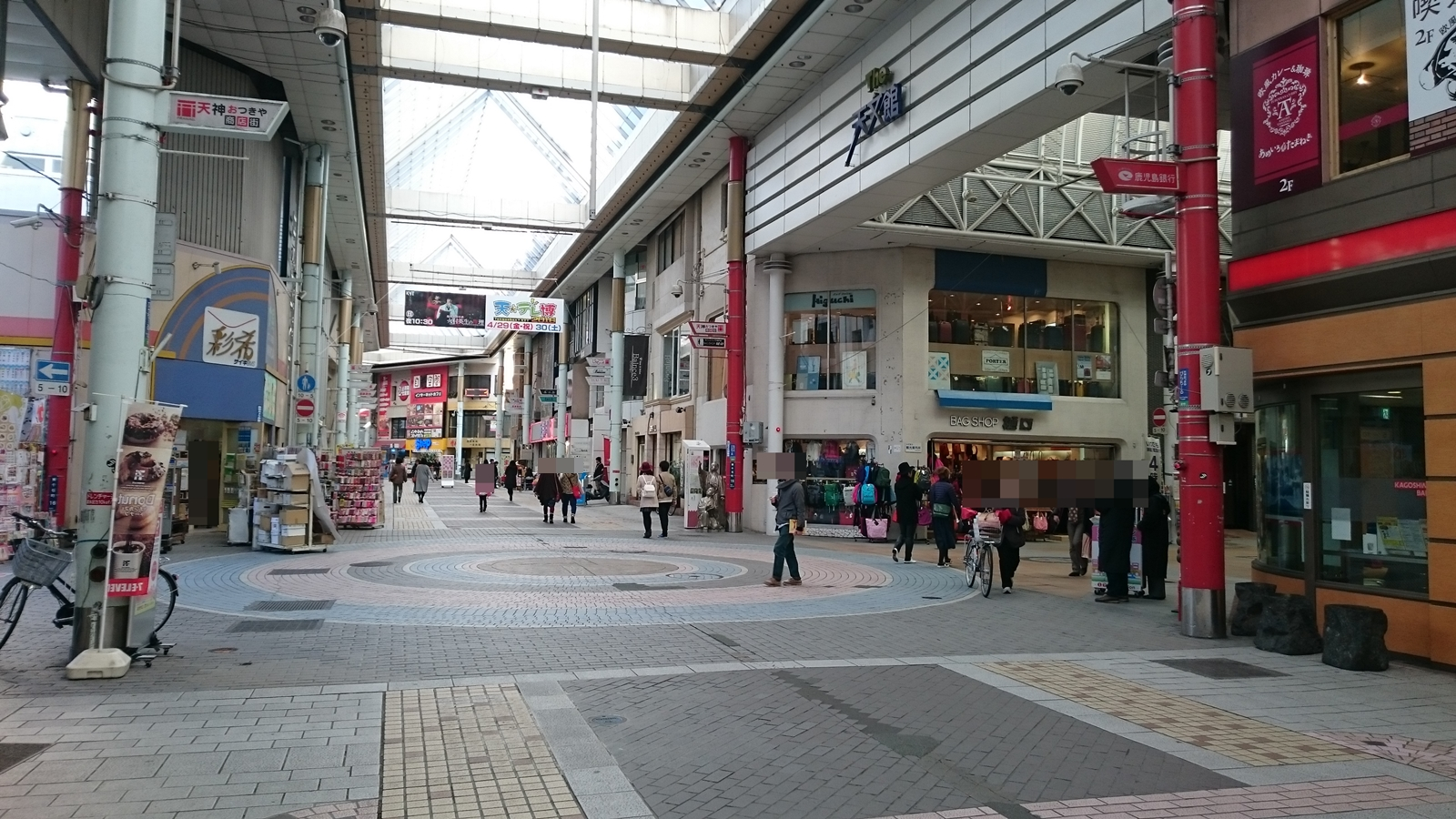
写真手前から奥に伸びるぴらもーる（天神おつきや商店街）（2016年1月）

### モール
テンパーク通り・ゴンザ通り・七味小路通り・セピア通り・グルメ通り・おつきや東通り・天文館一丁目商店街・呉服町通り

### 歓楽街
文化通り・中町別院通り・中町中通り・中町御堂筋通・銀座通り・松山通り・船津町通り・松原本通り・天文館文化通り・萩原通り・二本松馬場通り・山之口町中通り・山之口本通り・二官橋通り・樋之口本通り・山之口電車通り・高見馬場通り・山之口本通り・二官通り

## 周辺施設

### デパート・ファッションビル
- 山形屋 - 百貨店
- マルヤガーデンズ - テナント型複合商業施設
- センテラス天文館 - 商業施設・ホテル・市立図書館・オフィスフロアで構成（2022年4月9日開館、旧タカプラ）
- カリーノ天文館 - ファッションビル
- さつま屋
- ヴィストラル
- LAZO表参道 - 天文館シネマパラダイス

### ホール・アミューズメント
- NCサンプラザ
- キャパルポ（SRホール）
- T‐MAX - T-MAX BOWL
- 城山VIPホール
- カラオケ館
- ビッグエコー

### 映画館

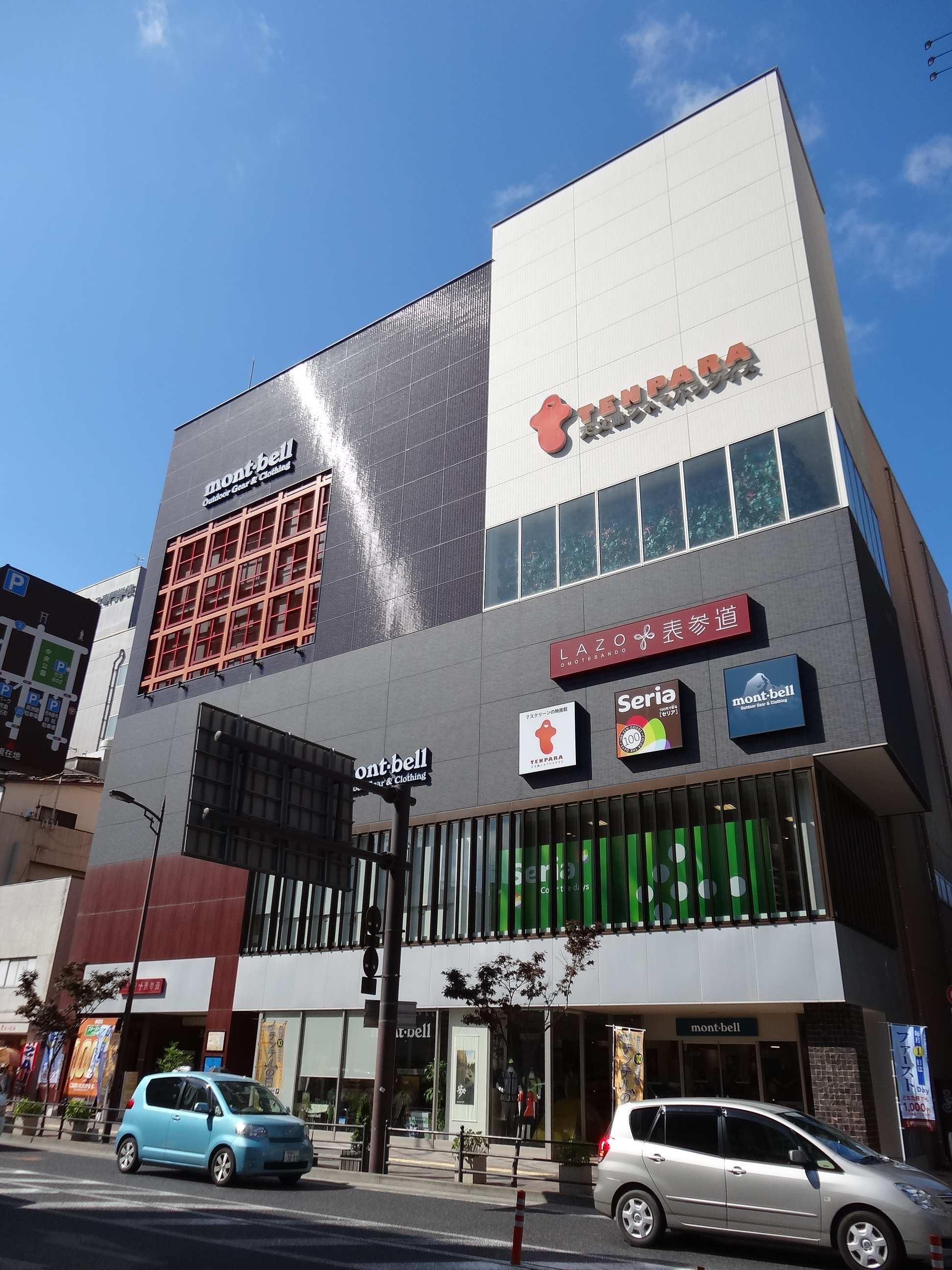
天文館シネマパラダイス（LAZO表参道）

2010年4月28日、天文館として約4年ぶりの復活となる「Gardens Cinema」が開業し、更に2012年5月3日には「天文館シネマパラダイス」が開業し、天文館の映画館は2館8スクリーンとなっている。
- Gardens Cinema（1スクリーン）：2010年4月28日、マルヤガーデンズ7階に39席で開業したミニシアター。単館系映画を年間50本程度上映。DLPシステムで上映。
- 天文館シネマパラダイス（7スクリーン）：2012年5月3日、テナントビル「LAZO（ラソ）表参道」（2012年5月1日開業）の3 - 6階に875席で開業したシネコン。「We Love 天文館協議会」が設立した（株）天文館が運営するが、番組編成はTOHOシネマズに委託。スクリーン1・3・4・5・7にはプレミアシート（2人掛け）が用意されている。

#### 過去に存在した映画館

『十代の性典』（1953年2月5日封切）上映時の大映高島劇場

映画館以外にも、1960年代まで大衆演舞場、1980年代前半までストリップ劇場、1996年頃までディスコがそれぞれ複数軒存在。
- 鹿児島東宝（3スクリーン）：2006年10月11日閉館。3日後の10月14日、同市与次郎1丁目の『フレスポジャングルパーク』内に『TOHOシネマズ与次郎』として発展的に開館。跡地利用については当初、ビジネスホテルとされていたが、計画が二転三転した結果、最終的にビジネスホテルに落ち着き、2009年7月1日、『リッチモンドホテル鹿児島天文館』がオープンした。
  - 【沿革】活動写真館・帝国館（1917年）→銀映座（1946年10月15日 - 1973年5月6日）→改築休館→東宝銀映・スカラ座（1974年8月3日 - 1995年6月30日）→鹿児島東宝（1995年7月1日 - 2006年10月12日）。
- シネシティ文化[13]（6スクリーン）：2006年6月4日休館、同年10月7日閉館。現在は改装し、『カラオケ館』グループの系列店が全館に入居。
  - 【沿革】日南映画劇場（1947年2月12日 - 1948年2月3日）→国際映画劇場（1948年2月4日 - 1952年12月9日）→東洋映画劇場（1952年12月10日 - 1953年6月2日）→富士館（1953年6月5日 - 1957年9月4日）→文化劇場（1953年9月5日 - 1987年9月30日）・文化シネマ（1977年12月17日 - 1987年9月30日）→改築休館（1987年10月1日 - 1988年7月22日）→シネシティ文化1・2・3・4（1988年7月23日 - 2006年10月7日）・シネシティ文化5（1990年6月29日 - 2006年10月7日）・シネシティ文化6・7・8（2004年 - 2006年10月7日）。
- 鹿児島松竹タカシマ（3スクリーン）：2005年5月5日、入居先賃貸ビルの改築に伴い閉館。改築後、カラオケチェーン『コロッケ倶楽部』などが入居。
  - 【沿革】高島映画劇場（1947年3月10日 - 1950年12月31日）→大映高島（1951年1月1日 - 1972年1月31日）→松竹高島（1972年2月1日 - 1986年8月31日）→改築休館→松竹高島（4階、1987年4月25日 - 2000年8月11日）・鹿児島ピカデリー（2階、1987年4月25日 - 2000年8月11日）→松竹タカシマ（2000年8月12日 - 2005年5月5日）。
- 鹿児島東映劇場（1スクリーン）：2004年9月16日閉館。ホテルニューニシノの1階にあった。映写設備等は撤去され、かつての客席は駐車場に改装・転用。
  - 【沿革】日本劇場（旧エンパイア付近、1950年3月31日 - 1954年12月31日）→鹿児島東映（旧エンパイア付近、1955年1月1日 - 1972年7月13日）→移転→鹿児島東映（地蔵角交番右手向い、1973年8月3日 - 2004年9月16日）。
- 「松竹第一映劇」（旧・第一映画劇場、東千石町・文花通り、1946年1月1日 - 1978年2月24日）
- 「東映センター」（旧・セントラル劇場→鹿児島大劇→セントラル劇場、東千石町・天神馬場、1946年10月17日 - 1970年7月26日）
- 「新世界」（旧・銀河映画劇場、東千石町・千石馬場→武町・黄金通り、1946年12月26日 - 1949年11月2日 - 休館・移転 - 1962年3月11日）
- 「日東映画劇場」（山之口町・天文館通り、1947年7月26日 - 1961年3月24日焼失）
- 「銀座劇場」（旧・ギンザ屋劇場→銀座劇場→銀座シネマ→日活銀座→新東宝銀座→銀座劇場→銀座ニュー東映、千日町・天文館通、1947年9月4日 - 1986年）
- 「文化第一」（旧・第一小劇→松竹第一、東千石町・林田ホテルザビエル付近、1948年9月12日 - 1988年9月5日）
- 「南映劇場」（旧・南映→休館→南映→日活南映→南映、山之口町・本通り、現・南映ビル、1956年7月3日 - 1984年2月29日）
- 「大劇」（山之口町本通り・大劇駐車場付近、1956年10月8日 - 1979年6月27日）
- 「名山映画劇場」（旧・大松映劇、易居町・本通り、1958年3月20日 - 1961年10月31日）
- 「天文館劇場」（千日町銀座通り・地蔵角交番右手向い、1959年9月1日 - 1971年1月31日）
- 「有楽座」（山之口町・萩原通り・有楽座2階、1965年8月7日 - 1990年8月31日）
- 「有楽座1F」（旧・ロマン劇場→鹿児島にっかつ劇場→ロッポニカ鹿児島、山之口町・萩原通り・有楽座1階、1972年4月29日 - 1990年5月31日）
- 「南国ショー」（山之口町・本通り、1970年8月1日 - 1974年11月20日）
- 「さつまショー」（東千石町・グルメ通り、1971年2月21日 - 1972年6月12日）
- 「東洋ショー」（山之口町・本通り、1971年11月21日 - 1985年6月30日）
- 「国際ミュージック」（山之口町・大劇裏、1974年12月1日 - 1985年6月30日）
- 「南映キネマ」（千日町・旧エンパイア前、1984年3月1日 - 1987年9月30日）

### 公営競技場外発売所
- 競艇：ミニボートピア天文館 2008年12月3日（水）オープン
- 競輪：サテライト鹿児島 2009年11月16日（月）オープン
- 地方競馬：BAOO天文館 2010年6月4日（金）オープン

### ホテル
- 鹿児島ワシントンホテルプラザ
- チサンイン鹿児島
- リッチモンドホテル鹿児島天文館
- リッチモンドホテル鹿児島金生町
- ブルーウェーブイン鹿児島
- ホテル法華クラブ鹿児島
- 東横イン鹿児島天文館I・II
- アパホテル鹿児島天文館
- ドーミーイン鹿児島
- レム鹿児島
- ダイワロイネットホテル鹿児島天文館 PREMIER
- 変なホテル鹿児島天文館

## 祭事

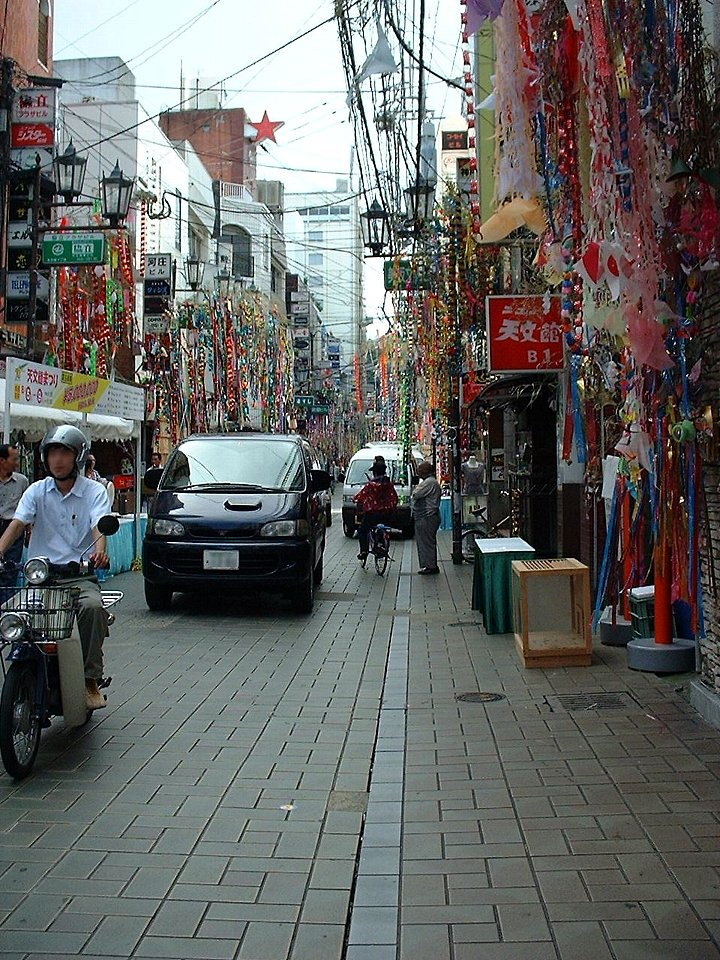
「天文館まつり」に際して；文化通り付近（2003年8月）

- おはら祭り
- 天文館まつり
- お祇園さぁ（鹿児島祇園祭）
- 六月灯（ろくがつどう）

## アクセス
- JR鹿児島中央駅から
  - 徒歩約15分。または市電2系統鹿児島駅行きに乗り「天文館通電停」下車。
- JR鹿児島駅から
  - 徒歩12分。または市電1系統・2系統行きに乗り「天文館通電停」下車。
- 鹿児島港の本港区（桜島フェリー・高速船乗り場・奄美・沖縄航路）から
  - 徒歩7分。